# Джеймс Бланделл
Джеймс Бланделл (англ. James Blundell; 27 грудня 1790, Лондон — 15 січня 1878, Лондон) — британський гінеколог, який став відомим як перший, хто успішно здійснив переливання крові.
Джеймс Бланделл визначив два основних правила: переливання дозволено тільки з людською кров'ю, і лише у випадку смертельної небезпеки для життя. Спочатку ризики залишались великими; 1/3 пацієнтів не пережили переливання, хоча приблизно вже у 1850 році це була відносно безпечна хірургічна процедура.